# Villa Eikhold
Villa Eikhold is een vrijstaande villa aan de centrumrand van de Nederlandse stad Heerlen. Het landhuis werd in opdracht van parlementariër Jan Koster in 1912 ontworpen door Philip Anne Warners.
Het gebouw is eigendom van het Nivon en in gebruik als natuurvriendenhuis.
Sinds 7 juli 1999 is het gebouw, met uitzondering van het later bijgebouwde beddenhuis uit 1984, een beschermd rijksmonument.